# Oliver Rathkolb
"Oliver Rathkolb'. (* 3 de Novembro 1955 em Viena) é um austríaco historiador moderno na Universidade de Viena.

## Carreira
Depois de estudar história e direito na Universidade de Viena. (1978 doutorado como Dr. iur.), Rathkolb concluiu os estudos de doutoramento com Gerhard Jagschitz para o grau de Dr. phil. lá também (1982). De 1985 a 2003 foi director científico da Fundação Arquivo Bruno Kreisky; no mesmo ano foi recrutado por Bruno Kreisky como membro do SPÖef>{{{Fonte Internet |author=Leila Al-Serori |url=https://www.sueddeutsche.de/politik/oesterreich-ibiza-historiker-strache-1.4469253 |title=Histórico sobre o caso Ibiza na Áustria |language=pt |call=2021-09-08}</ref>. Desde Fevereiro de 1992, a sua função no local inclui também a de coordenador científico do Bruno Kreisky Forum for International Dialogue. De Setembro de 1984 a Maio de 2005 foi associado de investigação do Ludwig Boltzmann Institute para História e Sociedade, a partir de Janeiro de 1994 o seu co-director. De Junho de 2005 a 2008 foi director do Instituto Ludwig Boltzmann para a História Europeia e Esferas Públicas. Erika Weinzierl foi a sua professora e mentora de longa data.
Em 1993 habilitated escreveu sobre "US Great Power Policy towards Austria 1952/53-1961/62 in the US Decision-Making Process". Em Maio de 1993, foi-lhe concedida autorização para leccionar como professor de história moderna com especial incidência na história contemporânea e uma missão no Instituto de História Contemporânea da Universidade de Viena. Em 1996, foi encarregado pelo governo federal de servir como membro de uma comissão de peritos sobre os depósitos de armas americanos na Áustria, e a organização paramilitar de Franz Olah alegadamente financiada pela CIA. (OeWSGV)]). De 2005 a 2007, foi professor temporário no Instituto de História Contemporânea da Universidade de Viena. Desde 1 de Março de 2008, Rathkolb é professor universitário na Universidade de Viena. De 1 de Outubro de 2008 a 30 de Setembro de 2012 foi o director do Instituto de História Contemporânea da Universidade. Tem ocupado esta posição novamente desde 1 de Outubro de 2016. 2009-2014 foi porta-voz da Initiativkolleg "European Historical Dictatorship and Transformation Research" na Universidade de Viena e, desde Fevereiro de 2009, membro do conselho consultivo científico da "Casa da História Europeia" no Parlamento Europeu; em Junho de 2019 assumiu a presidência deste organismo internacional. A partir de 2006, foi Presidente do Conselho Consultivo Científico do Theodor Körner Fund para a Promoção da Ciência e das Artes; em 2020, Barbara Prainsack sucedeu-lhe nesta função.
Em 2000-2001 foi professor de Investigação Schumpeter no Center for European Studies da Universidade de Harvard. No semestre de Verão de 2001 foi professor visitante no Instituto de História Contemporânea da Universidade de Viena, e no semestre de Verão de 2003 foi professor visitante no Departamento de História da Universidade de Chicago. Ocupa cargos docentes na Academia Diplomática de Viena, na Universidade de Salzburgo, bem como nos programas de Viena na Universidade Duke e no Sistema Universitário de Maryland. Desde 2002, tem sido editor-gerente da revista zeitgeschichte e co-fundador, co-editor e membro do conselho editorial da revista interdisciplinar Medien und Zeit. Escreve continuamente relatórios de peritos sobre questões de história contemporânea para meios de comunicação social nacionais e internacionais de renome. Desde 2015, Rathkolb é presidente do conselho consultivo científico internacional da Haus der Geschichte Österreich; a partir de Outubro de 2019 será membro do senado da Universidade de Viena.
Rathkolb tem sido membro do Sozialdemokratische Partei Österreichs desde 1985. Devido à sua proximidade com a SPÖ, causou espanto que tenha oferecido o chamado conceito de "neutralização" do Hitler-Geburtshaus ao Ministério do Interior ÖVP e, por isso, quis mesmo desfazer-se da pedra memorial erguida em 1989 pelo presidente da câmara de SPÖ Gerhard Skiba na Haus der Geschichte Österreich de Viena. On 4. Julho de 2020, a SPÖ Braunau, com o apoio da Omas gegen Rechts sob os oradores Robert Eiter, Sabine Schatz e Susanne Scholl, manifestou-se a favor do paradeiro da lápide. Hanna Feingold, a presidente da Israelitische Kultusgemeinde Salzburg, também falou por escrito: "Muitas mais pedras para a paz e a democracia devem ser erigidas". A SPÖ porta-voz da cultura da lembrança Sabine Schatz apresentou uma moção no dia 8. Julho de 2020 uma moção no Conselho Nacional apelando ao Ministro do Interior Karl Nehammer para garantir que a pedra memorial contra a guerra e o fascismo em Braunau, em frente ao local de nascimento de Adolf Hitler, permaneça.

## Principais interesses de investigação
Os principais interesses de investigação de Rathkolb são a história europeia no século XX, a história contemporânea austríaca e internacional no campo da história política e a história da república austríaca no contexto europeu, a ditadura histórica e a investigação da transformação, bem como a história das relações internacionais, a história da percepção nazi, a história cultural e mediática, a história económica (sector industrial e bancário), o nacional-socialismo e história jurídica.

## Escritos
Oliver Rathkolb é o autor de monografias, numerosas obras colectivas e cerca de 220 contribuições académicas em revistas e antologias nacionais e estrangeiras. Em 2005 foi-lhe atribuído o Donauland-Sachbuchpreis Danubius e o Bruno-Kreisky-Preis für das politische Buch por Die paradoxe Republik.
- Estudo de caso sobre a função do O5 na resistência e restauração do partido", em: Rudolf G. Ardelt, Wolfgang J. A. Huber, Anton Staudinger (eds.): Unterdrückung und Emanzipation. Festschrift para Erika Weinzierl. Zum 60. Geburtstag, Geyer, Viena/Salzburgo 1985, ISBN 3-85090-119-X, pp. 295-317.
- "É difícil ser jovem. Youth and Democracy in Austria 1918-1988, J und V, Viena 1988, ISBN 3-224-10691-3.
- "Führertreu und Gottbegnadet". Künstlereliten im Dritten Reich, ÖBV, Viena 1991, ISBN 3-215-07490-7.
- "Washington chama Viena". US Great Power Policy towards Austria 1953-1963, Böhlau, Viena 1997, ISBN 3-205-98197-9.
- "A República Paradoxal". Österreich 1945-2005", Zsolnay, Viena 2005, ISBN 3-552-04967-3; nova edição actualizada e ampliada: "Die paradoxe Republik". Áustria 1945-2015", Zsolnay, Viena 2015, ISBN 978-3-552-05723-4.
- "The Power of Images: 50 Years of Broadcasting Reform", co-autoria com Andreas Novak, Kral-Verlag, Berndorf 2017, ISBN 978-3-99024-710-5.
- 'Schirach. A Generation between Goethe and Hitler, Molden Verlag, Viena 2020, ISBN 978-3-222-15058-6.

## Editorias
- com Barbara Coudenhove-Kalergi: Os Decretos Benes. Czernin, Viena 2002, ISBN 3-7076-0146-3.
- "Außenansichten": Europeu (avaliações) da história contemporânea no século XX. Studien-Verlag, Innsbruck/Vienna/Bolzano/Munich 2003, ISBN 3-7065-1816-3.
- 250 Anos. Da Academia Oriental à Academia Diplomática de Viena. Studien-Verlag, Innsbruck/Vienna/Bolzano/Munich 2004, ISBN 3-7065-1921-6.
- com Theodor Venus e Ulrike Zimmerl: Bank Austria Creditanstalt. 150 Anos de História Bancária Austríaca no Centro da Europa. Zsolnay, Viena 2005, ISBN 3-552-05356-5.
- com Maria Wirth e Michael Wladika: Die "Reichsforste" in Österreich 1938-1945 Arisierung, Restitution, Zwangsarbeit und Entnazifizierung. Böhlau, Viena 2010, ISBN 978-3-205-78482-1.
- como líder do projecto, com Birgit Nemec, Peter Autengruber e Florian Wenninger: Forschungsprojektendbericht Straßennamen Wiens seit 1860 als "Politische Erinnerungsorte" preparado em nome do Departamento Cultural da Cidade de Viena, Viena 2013 (online).
- com Hannes Heer e Christian Glanz: Richard Wagner e Viena. Anti-Semitic Radicalisation and the Emergence of Wagnerism. Hollitzer Verlag, Viena 2017, ISBN 978-3-99012-306-5.

## Prémios
- 2005: Prémio Bruno Kreisky para o Livro Político (prémio principal)[10] para o livro A República Paradoxal.
- 2011: Cruz de Honra Austríaca para a Ciência e Arte I. Classe
- 2012: Prémio da Cidade de Viena para as Ciências Humanas
- 2015: Golden Decoração de Honra da Província de Viena[11]
- 2016: Great Silver Medal of Honour for Services to the Republic of Austria[12]